# Тафсир аль-Багави
Тафси́р аль-Багави́ (араб. تفسير البغوي‎) или Ма’алим ат-танзиль (араб. معالم التنزيل‎) — тафсир, комментарий к Корану Абу Мухаммада аль-Багави (ум. в 1122 году).
«Тафсир» аль-Багави является средним по объёму комментарием, в котором коранические аяты толкуются с помощью хадисов от пророка Мухаммеда, а также сообщений от его сподвижников, табиинов и богословов последующих поколений. Известно, что Ибн Таймия отзывался об этом тафсире, как о самом далёком от подложных хадисов и еретических взглядов. Когда его спросили о том, какой из тафсиров лучше: тафсир аз-Замахшари, аль-Куртуби или аль-Багави, он ответил, что наилучший из них — комментарий аль-Багави.
«Тафсир» аль-Багави издавался несколько раз: в Фарсе в 4 томах, в Бомбее в 1891 году, в издательстве «Дар Тайиба» (Эр-Рияд) в 8 томах (посл. издание в 1997 году).